# Kees Hoving
Kees Hoving (1919-1991) fue un deportista neerlandés que compitió en natación. Ganó una medalla de oro en el Campeonato Europeo de Natación de 1938 en la prueba de 100 m libre.

## Palmarés internacional
| Campeonato Europeo | Campeonato Europeo    | Campeonato Europeo | Campeonato Europeo |
| Año                | Lugar                 | Medalla            | Prueba             |
| ------------------ | --------------------- | ------------------ | ------------------ |
| 1938               | Londres (Reino Unido) | Medalla de oro     | 100 m libre        |